# (253536) Tymchenko
(253536) Tymchenko est un astéroïde de la ceinture principale.

## Description
(253536) Tymchenko est un astéroïde de la ceinture principale. Il fut découvert le 22 septembre 2003 à Androuchivka par l'Observatoire astronomique d'Androuchivka. Il présente une orbite caractérisée par un demi-grand axe de 2,26 UA, une excentricité de 0,04 et une inclinaison de 5,6° par rapport à l'écliptique.

## Compléments